# Prestwick
Prestwick (von Altenglisch: priest „Priester“ und wic „Farm“) ist eine Stadt in South Ayrshire an der Südwestküste von Schottland, ungefähr 48 km südwestlich von Glasgow. Es grenzt an die größere Stadt Ayr, deren Zentrum ungefähr drei Kilometer südlich liegt.
Neben dem Flughafen Prestwick Airport ist  die Stadt Prestwick als die Heimat des Golfsports bekannt.

## Geschichte
Prestwick besteht seit über 1000 Jahren und ist die älteste Königsstadt in Schottland. Neben zahlreichen anderen Königen soll auch Jakob I., König von Schottland, den Küstenweg zwischen Prestwick und Troon entlang gezogen sein. Hinter der St. Ninians Kirche ist der Brunnen Kingcase Well, durch dessen Wasser Robert the Bruce von der Lepra geheilt worden sein soll.

## Verkehr

### Flugwesen
Seit den 1930er Jahren wurde Prestwick ein Zentrum der schottischen Luftfahrtindustrie. Obwohl es in den 1980er und 1990er Jahren zu einem Rückgang kam, wächst der Airport derzeit wieder und wird von einer Reihe von Billig-Airlines, darunter Ryanair und Wizz Air angeflogen. Er ist auch eine wichtige Drehscheibe für Luftfracht – Polar Air Cargo beheimatet eine Flotte von Boeing-747-Frachtflugzeugen auf seiner Prestwick-Basis. Darüber hinaus haben BAE Systems, Goodrich Corporation, Spirit AeroSystems und GE Aircraft Engines Instandhaltungs- oder Produktionsanlagen neben dem Flughafen, Ryanair und Polar Air Cargo außerdem  Instandhaltungshallen für ihre Maschinen.
Prestwick war auch Heimat einer Royal-Navy-Air-Station. Dort sind auch zivile Rettungs-Hubschrauber im Auftrag von Her Majesty’s Coastguard stationiert. Auf diesem Flughafen setzte seinerzeit Elvis Presley erstmals einen Fuß auf das Gebiet des Vereinigten Königreichs. Im Juli 2005 landeten hier die führenden Politiker der Welt zur Teilnahme am G8-Gipfel in Gleneagles.
Der Flughafen Prestwick ist einer der Eckpfeiler des britischen Flugsicherungs-Systems und kontrolliert etwa 70 % des britischen Luftraums. 
Außerdem befindet sich hier das Shanwick Oceanic Area Control Center (s. Area Control Center), das für die Flugsicherung des östlichen Teils des Nordatlantik verantwortlich ist.

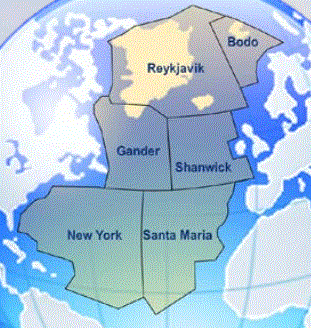
Zuständigkeitsgebiete für Flugverkehrskontrolle über dem Nordatlantik

Die britische Flugsicherung, National Air Traffic Services (NATS) teilt sich die Verantwortung für das Shanwick Oceanic Control Area  genannten Fluginformationsgebiet über dem Nordatlantik mit der Irischen Flugsicherung AirNav Ireland.
Während die Funkstation Shannon Radio in Irland die Funksignale sendet und empfängt, kontrollieren die britischen Fluglotsen in Prestwick den Flugverkehr. Der Begriff Shanwick ist eine Kombination der Ortsnamen Shannon und Prestwick.

### Eisenbahn
Prestwick liegt an der Ayrsche-Küsten-Strecke zwischen Glasgow und Ayr, die halbstündlich bedient wird. Die Stadt ist ungefähr 50 Bahnminuten von Glasgow entfernt. Die Strecke führt weiter nach Süden bis Stranraer an der Küste von Wigtownshire.

### Straßen
Prestwick liegt an der A79, die direkt durch die Stadt führt. Gewöhnlich erreicht man die Stadt aber über die wichtige A77 zwischen Glasgow und Stranraer oder über die A78 (Ayrshire Küsten-Route).

## Golfsport
Auf dem Old Course von Prestwick wurden 1860 die ersten Offenen Golfmeisterschaften (The Open Championship) der Welt ausgespielt; zwölf weitere folgten bis zum Jahre 1872 (im Jahre 1871 fand keine Meisterschaft statt). Die Stadt hat noch zwei weitere Golfplätze, den St. Nicholas Course und den St. Cuthberts Course.

## Städtepartnerschaften
Prestwick ist Partnerstadt von
- Lichtenfels, Bayern
- Vandalia, Ohio
- Ariccia, Italien

## Söhne und Töchter der Stadt
- Nora E. Scott (1905–1994), US-amerikanische Ägyptologin
- Ian Bargh (1935–2012), britisch-kanadischer Jazzpianist
- Peter Howson (* 1958), schottischer Maler, wuchs in Prestwick auf
- Jenny Colgan (* 1972), schottische Schriftstellerin
- James Forrest (* 1991), schottischer Fußballspieler
- David Watson (* 2005), schottischer Fußballspieler